# Dadonville
Dadonville é uma comuna francesa na região administrativa do Centro, no departamento Loiret. Estende-se por uma área de 18,24 km². Em 2010 a comuna tinha 2 489 habitantes (densidade: 136,5 hab./km²).